# Raymond de La Tailhède
Œuvres principales
- Un débat sur le romantisme

Raymond Pierre Joseph de Latailhède olim Gagnabé de La Tailhède, né à Moissac (Tarn-et-Garonne) le 14 octobre 1867 et mort à Montpellier le 25 avril 1938, est un poète français.

## Biographie
Descendant d'Étienne Gagnabé (1720-1773), sieur de La Tailhede à Vailhourles dans le Rouergue, avocat en parlement en 1786, et de son fils Antoine de Latailhède (1767-1837), instituteur à  Saint-Nicolas-de-la-Grave, il fait de brillantes études au lycée de sa ville natale, puis se rend à Paris en 1887 où il rencontre Jules Tellier, dont il publiera plus tard les écrits. Il fonde avec Maurice Barrès et Charles Le Goffic la revue littéraire Les Chroniques.
Passionné de mythologie grecque et de littérature ancienne, il fut l'un des fondateurs, avec Charles Maurras de l'école romane animée par le poète Jean Moréas. 
La Tailhède fut longtemps proche de Maurras et de l'Action française, mais il s'en distancie en 1928 en prenant la défense de la poésie romantique dans un collectif intitulé Débat sur le romantisme. En effet, les membres de l'Action française étaient hostiles au romantisme qu'ils considéraient, d'un point de vue contre-révolutionnaire, comme une prolongation des idées de la Révolution française. Ce discours était véhiculé notamment par Maurras, Léon Daudet et, de manière plus subtile, Pierre Lasserre.

## Publications
- Ode à Jean Moréas, Paris, Imprimerie Nouvelle, 1891, 4 p.
- De la Métamorphose des fontaines. Poème suivi Des odes, des sonnets et des hymnes, Paris, Bibliothèque artistique et littéraire, 1895
- "Épiphanie" (poème), Akademos, février 1909.
- Hymne pour la France, Paris, Édition Émile-Paul frères,1917
- Le deuxième livre des Odes, Paris, François Bernouard, 1920
- Les Poésies, Paris, Édition Émile-Paul frères,1926
- (avec Charles Maurras), Un débat sur le romantisme : La poésie française de 1870 à 1920 : une défense du romantisme, réponse à Charles Maurras. Nouvelles réflexions sur le romantisme, romantiques et classiques, réflexions finales sur la pensée et l'œuvre, conclusion empruntée à Jean Moréas. Lettre de Charles Maurras à R. de la Tailhède. Hommage à Jean Moréas : esquisse de Jean Moréas. Présentation de l'École romane. Appendice : Études de Charles Maurras sur le romantisme, avant-propos et appendice de Pierre Constans,  Paris, Flammarion, 1928.